# حكومة هزاع المجالي الثانية
حكومة هزاع المجالي الثانية هي الحكومة الحادية والأربعون من حكومات المملكة الأردنية الهاشمية. شكّل هزاع المجالي الحكومة في 6 مايو عام 1959م، بتكليف من ملك الأردن الحسين بن طلال. وقد حلّت الحكومة في 28 أغسطس 1960.

## القائمة
| التسلسل | الاسم                            | المهام الوزارية                   |
| ------- | -------------------------------- | --------------------------------- |
| 1       | دولة السيد هزاع المجالي          | رئيسا للوزراء ووزيرا للخارجية     |
| 2       | السيد انور النشاشيبي             | وزير الدفاع وزير الانشاء والتعمير |
| 3       | السيد عاكف الفايز                | وزير الزراعة والشؤون الاجتماعية   |
| 4       | السيد يعقوب معمر                 | وزير الاشغال العامة               |
| 5       | سماحة الشيخ محمد الامين الشنقيطي | وزير التربية والتعليم             |
| 6       | السيد خلوصي الخيري               | وزير الاقتصاد الوطني              |
| 7       | السيد انسطاس حنانيا              | وزير العدلية والمواصلات           |
| 8       | السيد هاشم الجيوسي               | وزير المالية                      |
| 9       | الدكتور جميل التوتنجي            | وزير الصحة                        |
| 10      | السيد وصفي ميرزا                 | وزير الداخلية                     |

## وصلات خارجية
- موقع رئاسة الوزراء